# Gazmend Husaj
Gazmend Husaj (ur. 23 grudnia 1987 w Peciu) – albański siatkarz, grający na pozycji przyjmującego. Od sezonu 2020/2021 występuje w tureckiej drużynie Bursa Büyükşehir Belediyespor.

## Sukcesy klubowe
Mistrzostwo Szwajcarii:
- 2010

Superpuchar Szwajcarii:
- 2010

Puchar Albanii:
- 2011

Mistrzostwo Albanii:
- 2011

Klubowe Mistrzostwa Zatoki Perskiej:
- 2012

Puchar Włoch:
- 2014

Mistrzostwo Włoch:
- 2014

Puchar Francji:
- 2019

Mistrzostwo Francji:
- 2019

Mistrzostwo Grecji:
- 2020

## Nagrody indywidualne
- 2009: Najlepszy zagrywający i punktujący eliminacji Mistrzostw Świata w 2010 roku
- 2010: MVP szwajcarskiej Nationalliga A w sezonie 2009/2010